# Герцог Йоркський

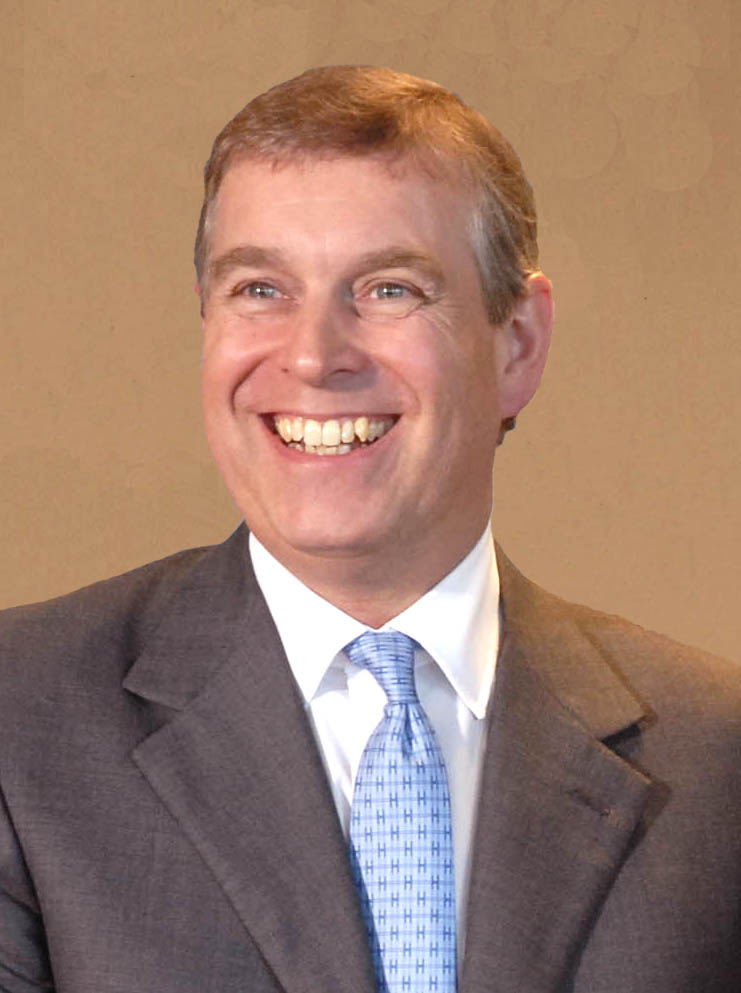
Принц Ендрю, сьогоднішній герцог Йоркський

Герб Ендрю, герцога Йоркського

Герцог Йоркський (англ. Duke of York) — герцогський титул, який англійські, а потім і британські королі давали членам свого сімейства (з кінця XV ст., цей титул носили другі сини монархів). Походить від назви міста Йорк, одного із найстарших міст Британії.

## Йоркська династія XV ст. — «біла троянда»

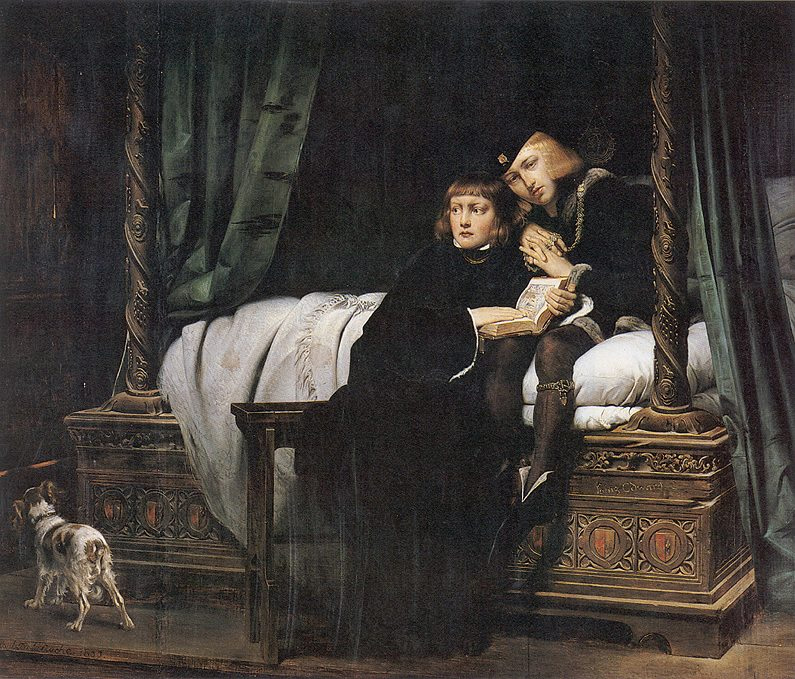
Принци в Тауері. Поль Деларош, XIX ст.

Перше присвоєння терміну герцога Йоркського відбулося 6 серпня 1385 р. Едвард III дав цей титул своєму четвертому сину Едмунду Ленглійському, засновнику династії Йорків, що змагалися за англійську корону з династією Ланкастерів (Війна Червоної та Білої троянд). Титул носив сам Едмунд (помер 1402), його старший син Едвард Норицький, 2-й герцог Йоркський, і племінник останнього Річард Йоркський. Син Річарда, ставший королем Едуардом IV, зробив герцогом Йоркським свого молодшого сина Річарда — одного із «принців в Тауері», що загинули, з волі свого дядька Річарда III.

## Тюдори і Стюарти
Майбутні королі Англії Генріх VIII і Карл I носили титул герцога Йоркського до смерті своїх старших братів, Яків II — до вступу на престол. Син Якова II, претендент Яків III, віддав це титул своєму другому сину Генріху-Бенедикту, і з ним закінчився 1807 королівський рід Стюартів.

## Ганновери
Георг I дав в 1716 своєму брату Ернсту-Августу, єпископу оснабрюкському, титул герцога Йорка. Він помер бездітним в 1728 році. Потім в 1760 році титул перейшов до Едуарда-Августа, другого сина принца Фредеріка Уельского, що також вмер бездітним 1767 року. Тоді титул герцога Йорка був даний Фредеріку, другому сину короля Георга III, що також помер бездітним в 1827 році.
Герцоги Йоркські із дому Стюартів і Ганноверів носили також шотландський титул «герцог Олбані» (англ. Duke of York and Albany).

## Віндзори
Наступним носієм титулу герцога Йоркського став внук королеви Вікторії Георг. Це присвоєння стало винятком із традиції давати титул другим синам королів. Хоч Георг і був другим сином наслідника Вікторії, принца Уельского Едуарда, але отримав титул герцога Йоркського лише в травні 1892 року, після того, як його старший брат, Альберт Віктор герцог Кларенс, помер молодим при житті батька і бабці. Після смерті Вікторії і вступу на престол батька, Едуарда VII, Георг став принцом Уельським, Наступним герцогом Йоркським був його другий син Альберт, який після відречення старшого брата Едуарда VIII в 1936 також став королем.
Нині титул герцога Йоркського носить Ендрю, другий син Єлизавети II. Так як у нього нема синів то після його смерті титул вернеться до корони.

## Галерея

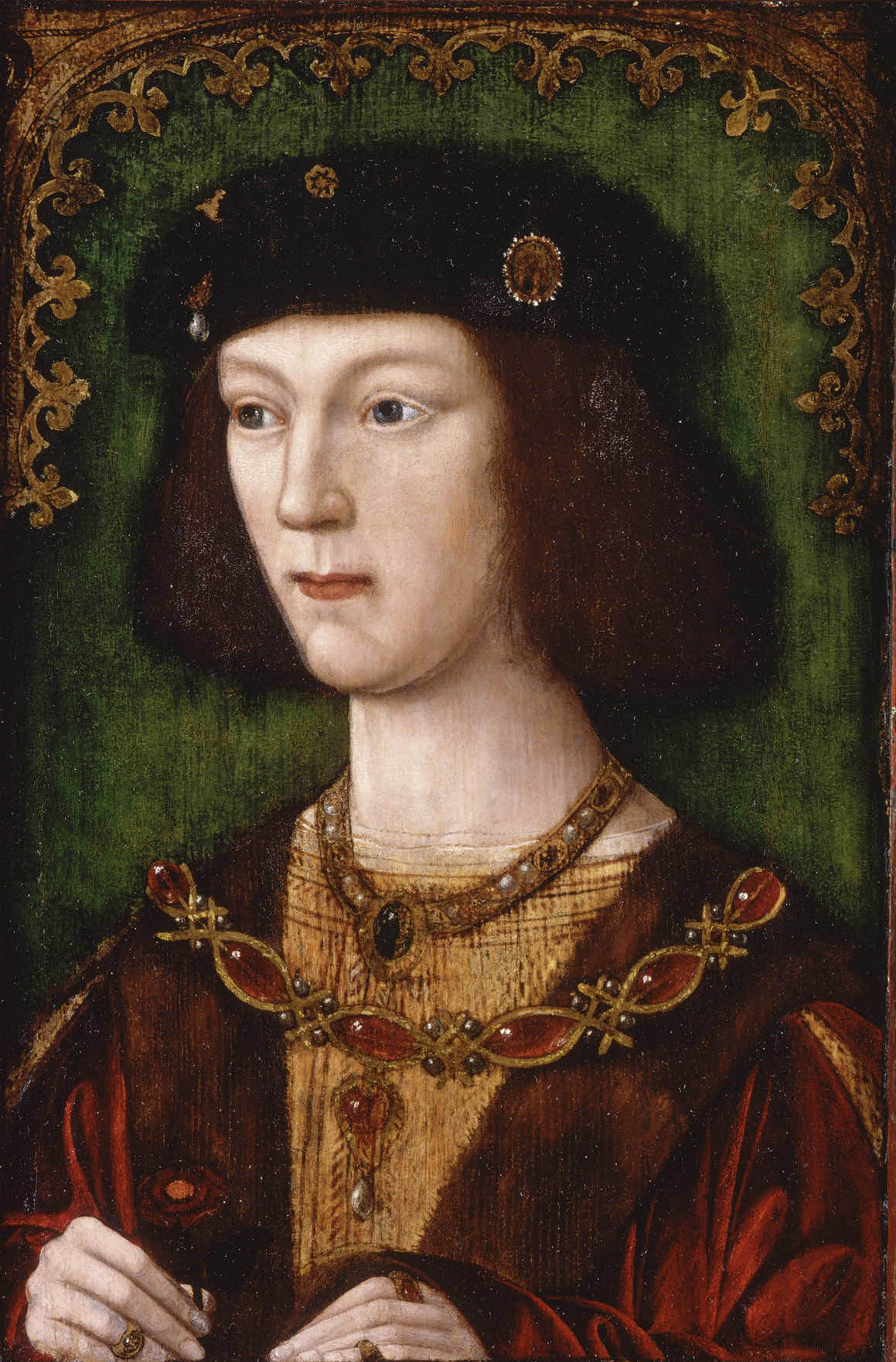
Генріх VIII в 18-річному віці; в дитинстві носив титул герцога Йоркського
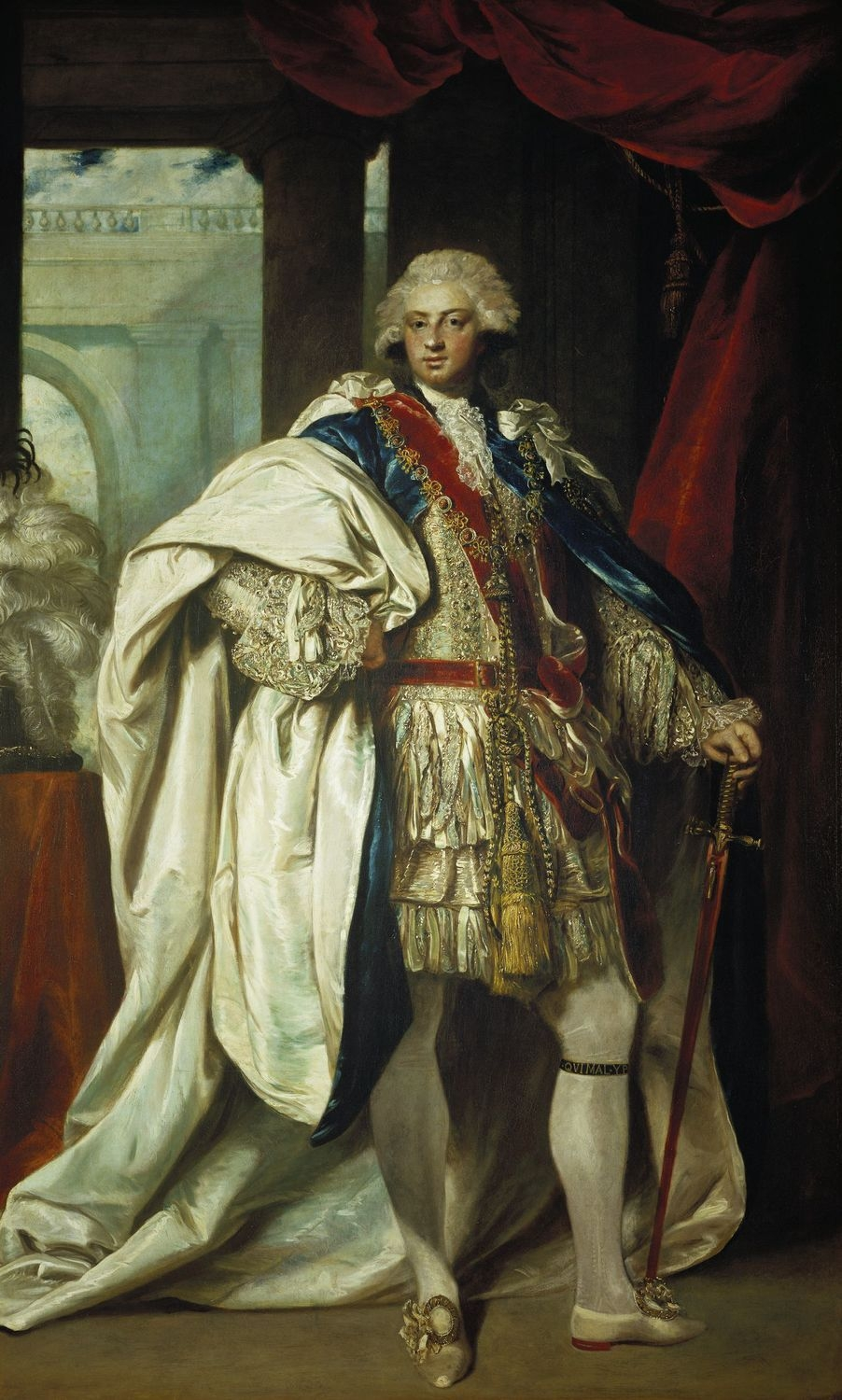
Фредерік, герцог Йоркський (1763-1827)
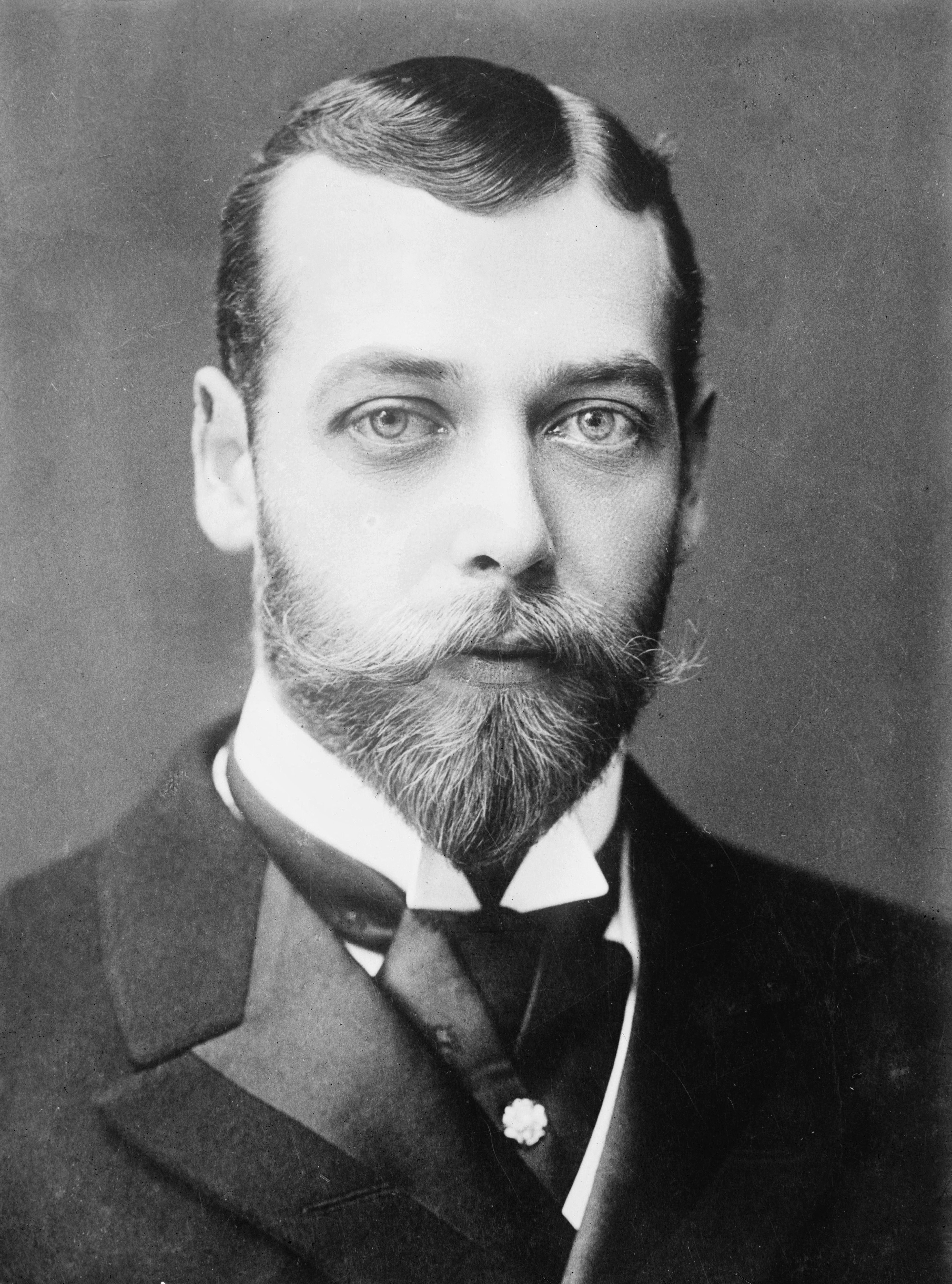
Герцог Йоркський, майбутній Георг V, в 1893 року